# 倉薗紀彥
倉薗紀彥，日本的漫画家、插畫家。別的筆名為。

## 作品列表

### 連載漫畫
- （みこすり半劇場、ぶんか社）※ 近藤ひじき名義
- （主任がゆく!スペシャル、ぶんか社）※ 連載開始時使用近藤ひじき名義
- 魔法行商人（魔法行商人ロマ）（週刊少年Sunday超 2009年4月号－2011年4月号、小學館） - 全5卷、台灣東立出版社代理
- （『月刊Comic Flapper』2011年11月号－2012年12月号） - 全2卷
- （『月刊Comic電擊大王』、2011年10月号－2013年5月号） - 全3卷
- 地心歷險記（原作：儒勒·凡爾納《地心歷險記》）（『Comic Beam』、2015年10月号－2017年11月号） - 全4卷、台灣尖端出版社代理
- AUTOMATON 人形機甲（『月刊Morning two』、2018年3月号－2020年7月号） - 全4巻、台灣青文出版社代理
- （2019年11月30日－2020年12月26日） - 全3巻
- （少年Jump+、2023年1月23日－2024年2月19日） - 全4卷

### 短篇漫畫
- （少年Sunday特別增刊R 2004年12月25日号、小學館）
- （月刊Comic Flapper 2010年6月号、Media Factory）
- ARGO（週刊少年Magazine2014年45号、講談社）
- （週刊少年Jump2022年47号、集英社）

### 輕小說 插畫
- （作者：藤真千歲、電撃文庫）※ くらぽん名義

## 師傅
- 菊田洋之（『HORIZON』約1年半）[1]
- 河合克敏（『馳風！競艇王』約3年半）[1]
- 河野慶（『ユート』約4個月）[1]
- 河下水希（『初戀限定。』約5個月）[2][1]
- 飯島浩介（『お坊サンバ!!』約3個月）[3][1]

## 出處
1. 1 2 3 4 5  .   [2009-12-15]. （原始内容存档于2010-09-12）.
2. ↑  .   [2009年7月25日]. （原始内容存档于2012年12月13日）.
3. ↑  .   [2009年9月22日]. （原始内容存档于2009年9月8日）.

## 外部連結
倉薗紀彦 TeamDRACO的X（前Twitter）